# Список послов России в Ватикане
В статье представлен список послов России в Ватикане.

## Хронология дипломатических отношений
- XVIII в. — установлены дипломатические отношения между Россией и Папским государством.
- 1803 г. — дипломатические отношения разорваны.
- 1816 г. — дипломатические отношения восстановлены.
- 27 ноября 1864 г. — дипломатические отношения разорваны Россией.
- 1894 г. — дипломатические отношения восстановлены.
- 1917 г. — дипломатические отношения прерваны после Октябрьской революции.
- 1 марта 1990 г. — установлены дипломатические отношения между СССР и Ватиканом на уровне представительств.
- 9 декабря 2009 г. — установлены дипломатические отношения между Россией и Ватиканом на уровне апостольской нунциатуры со стороны Святого престола и посольства со стороны Российской Федерации.

## Список послов
| Срок полномочий                    | Посол                               | Годы жизни | Комментарии                               |
| ---------------------------------- | ----------------------------------- | ---------- | ----------------------------------------- |
| Российская империя                 |                                     |            |                                           |
| 1720—1722                          | Савва Лукич Рагузинский-Владиславич | 1669—1738  | Посланник                                 |
| 24 августа 1801 — 10 августа 1804  | Виктор Иванович Кассини             | 1754—1811  | Поверенный в делах                        |
| 31 мая 1803—1803                   | Дмитрий Петрович Бутурлин           | 1763—1829  | Посланник. К месту службы не выехал       |
| 2 июля 1816 — 27 июня 1827         | Андрей Яковлевич Италинский         | 1743—1827  | Посланник                                 |
| 27 июля 1827 — 9 апреля 1832       | Григорий Иванович Гагарин           | 1782—1837  | Посланник                                 |
| 9 апреля 1832 — 16 марта 1837      | Николай Дмитриевич Гурьев           | 1789—1849  | Посланник                                 |
| 16 марта 1837 — 27 апреля 1843     | Иван Алексеевич Потёмкин            | 1780—1849  | Посланник                                 |
| 27 апреля 1843 — 24 мая 1855       | Аполлинарий Петрович Бутенёв        | 1787—1866  | Посланник                                 |
| 8 июня 1855 — 2 августа 1864       | Николай Дмитриевич Киселёв          | 1802—1869  | Посланник                                 |
| 17 мая 1894 — 4 февраля 1897       | Александр Петрович Извольский       | 1856—1919  | Министр-резидент                          |
| 18 февраля 1897 — 16 сентября 1900 | Николай Валерьевич Чарыков          | 1854—1930  | Министр-резидент                          |
| 8 октября 1900—1904                | Константин Аркадьевич Губастов      | 1845—1919  | Министр-резидент                          |
| 1904—1906                          | Кирилл Михайлович Нарышкин          | 1854—1921  | Министр-резидент                          |
| 1906—1909                          | Сергей Дмитриевич Сазонов           | 1860—1927  | Посланник                                 |
| 1909 — февраль 1912                | Николай Ильич Булацель              | 1851—19??  | Посланник                                 |
| 1912 — 10 марта 1916               | Дмитрий Александрович Нелидов       | 1863—1935  | Посланник                                 |
| 1914—1917                          | Николай Иванович Бок                | 1880—1962  | Поверенный в делах                        |
| Временное правительство России     |                                     |            |                                           |
| 5 июля 1917 — 26 октября 1917      | Александр Иосифович Лысаковский     | 1879—1941  | Посланник                                 |
| СССР                               |                                     |            |                                           |
| 1990 — 25 декабря 1991             | Карлов Юрий Евгеньевич              | 1937—2002  | Представитель                             |
| Российская Федерация               |                                     |            |                                           |
| 31 декабря 1992 — 26 мая 1995      | Карлов Юрий Евгеньевич              | 1937—2002  | Представитель                             |
| 26 мая 1995 — 19 сентября 1996     | Вячеслав Васильевич Костиков        | род. 1940  | Представитель                             |
| 19 сентября 1996 — 11 января 2001  | Геннадий Васильевич Уранов          | 1934—2014  | Представитель                             |
| 11 января 2001 — 26 августа 2005   | Виталий Яковлевич Литвин            | род. 1944  | Представитель                             |
| 26 августа 2005 — 11 января 2013   | Николай Иванович Садчиков           | 1946—2015  | Представитель до 31 мая 2010, затем посол |
| 11 января 2013 — 16 мая 2023       | Александр Алексеевич Авдеев         | род. 1946  |                                           |
| 16 мая 2023 — настоящее время      | Иван Дмитриевич Солтановский        | род. 1955  |                                           |

## О дипломатических отношениях между Россией и Ватиканом
В июле 2009 года в интервью итальянским СМИ Президент Российской Федерации Дмитрий Анатольевич Медведев сообщил о том, что Россия и Ватикан обсуждают вопрос установления дипломатических отношений.

Президент заявил: 
«У нас с Ватиканом существуют отношения на уровне представительств, мы обсуждаем и вопрос о том, чтобы вывести этот уровень отношений на полный формат, то есть сделать эти отношения уже посольскими, дипломатическими отношениями. И мне представляется, что это совершенно нормально»
22 ноября 2009 года Президентом был подписан Указ N 1330 «Об установлении дипломатических отношений с Ватиканом». В тексте документа говорится:
Министерству иностранных дел Российской Федерации провести переговоры с Ватиканом об установлении дипломатических отношений на уровне Посольства Российской Федерации в Ватикане и Апостольской нунциатуры в Российской Федерации и о преобразовании Представительства Российской Федерации в Ватикане в Посольство Российской Федерации в Ватикане.
Оформить достигнутые договорённости соответствующими документами.
Российская Федерация и Ватикан 9 декабря 2009 года обменялись нотами об установлении дипломатических отношений на уровне посольств. 17 марта 2010 года было подписано распоряжение Правительства Российской Федерации о преобразовании Представительства Российской Федерации в Ватикане в Посольство Российской Федерации в Ватикане.